# Nombre tibetano

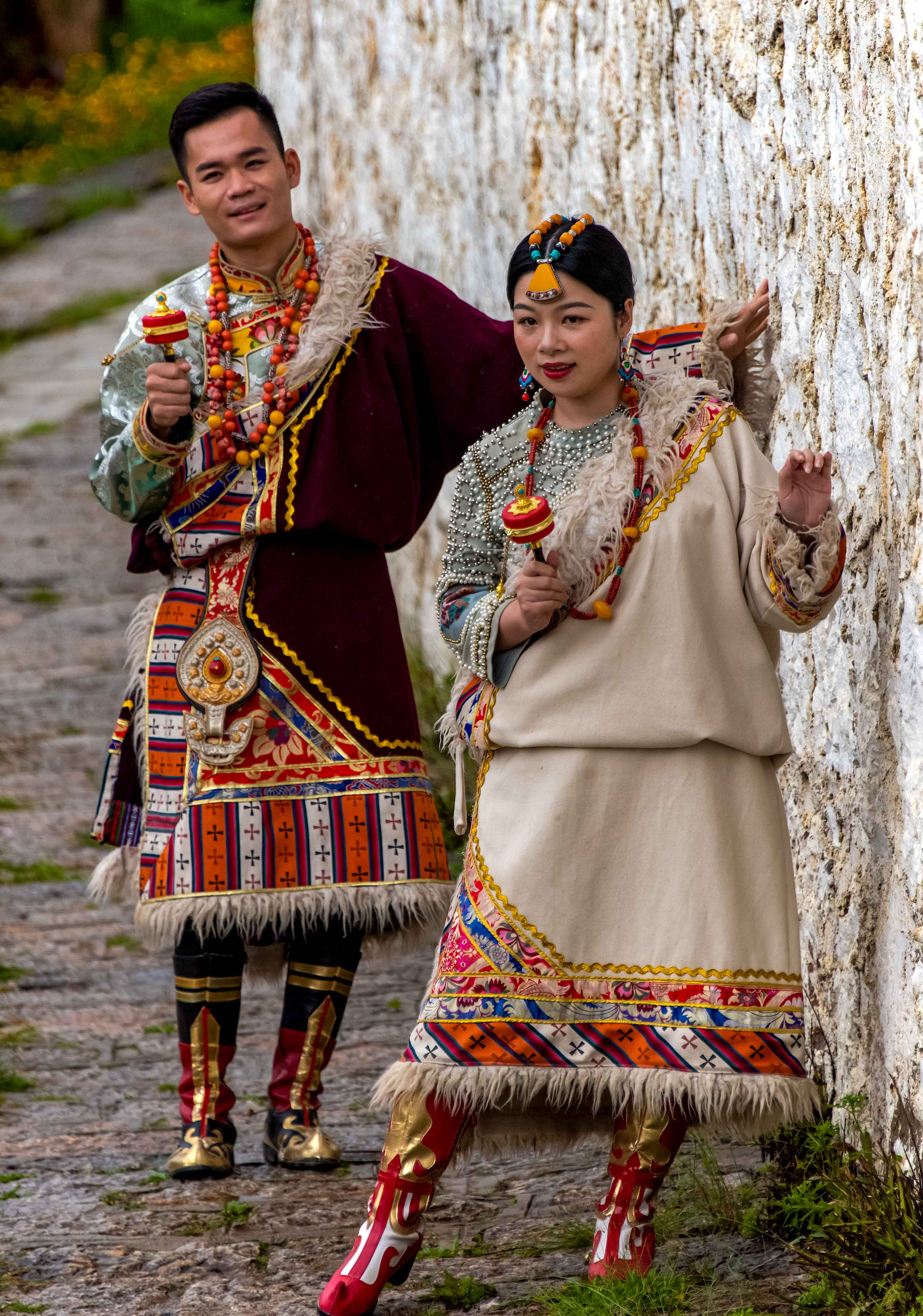
Jóvenes tibetanos

Los nombres tibetanos suelen constar de dos elementos yuxtapuestos. Los apellidos son raros, excepto entre los de ascendencia aristocrática y va antes del nombre personal. En el caso de los tibetanos del exilio que viven en sociedades donde se espera tener un apellido, ellos adoptan uno. Por ejemplo, en el caso de Ngapoi Ngawang Jigme, una alta autoridad gubernamental del gobierno del Tíbet anterior a la invasión china; Ngapoi era su apellido y Nga-Wang Jigmê su nombre personal.
Los nómadas tibetanos (drokpa) adicionalmente solían usar el nombre de su clan. En las comunidades agrícolas, hoy día es raro y son reemplazados por nombres más comunes.
La cultura tibetana es patrilineal. Se afirma que hay una descendencia común de los cuatro primigenios clanes que habrían habitado originalmente el Antiguo Tíbet: Se, Rmu, Stong y Ldong. Este viejo sistema de clanes del Tíbet se llama rus-ba (རུས་ པ), que significa hueso o linaje de los huesos. Los cuatro clanes se dividieron en seis ramas, a saber: Dbra, Vgru, Ldong, Lga, Dbas y Brdav. Con los matrimonios entre clanes, los subclanes se dividieron, a su vez, en diversas subramas.
Mientras que los tibetanos de Kham y Amdo usan los nombres de sus clanes como apellidos, la mayoría de las comunidades agrícolas en el Tíbet central dejaron de usar sus nombres clánicos de hacía siglos, y en su lugar usan nombres familiares.
Tradicionalmente, los lamas otorgan los nombres personales a los niños, quienes a menudo incorporan un elemento propio en su nombre. En la diáspora tibetana, los tibetanos a menudo recurren al Dalai Lama en busca de nombres para sus hijos. Como resultado, la comunidad de exiliados tiene una población enorme de niños y niñas cuyo primer nombre es «Tenzin», el primer nombre personal del 14.º Dalai Lama.
En la mayoría de los casos, los nombres personales están compuestos por palabras tibetanas de fácil comprensión. La mayoría de los nombres personales se pueden dar, indistintamente, tanto a hombres como a mujeres. Solo unos pocos son específicamente masculinos o femeninos.
Los significados de algunos de los nombres tibetanos más comunes se enumeran a continuación:
| Tibetano  | Wylie         | ZWPY   | Escritura        | Significado                                                                             | Referencia    |
| --------- | ------------- | ------ | ---------------- | --------------------------------------------------------------------------------------- | ------------- |
| བསྟན་འཛིན   | bstan 'dzin   |        | Tenzin o Tenzing | titular de la enseñanza                                                                 | [ 2 ]         |
| རྒྱ་མཚོ      | rgya mtsho    |        | Gyatso           | Oceano                                                                                  | [ 3 ]         |
| སྐལ ་ བཟང  | skal bzang    |        | Kelsang          | buena fortuna, buena suerte, edad de oro, (una flor)                                    | [ 4 ]         |
| ཉི་མ       | nyi ma        |        | Nyima            | sol, día                                                                                | [ 5 ]         |
| རྡོ་རྗེ       | rdo rje       |        | Dorji            | indestructible, invencible, Vajra                                                       | [ 6 ]         |
| དབྱངས ་ མཚོ | dbyangs mtsho |        | Yangtso          | armonía + lago / océano                                                                 | [ 7 ] [ 8 ]   |
| བསམ་གཏན   | bsam gtan     |        | Samten           | concentración                                                                           | [ 9 ]         |
| ལྷ་མོ       | lha mo        |        | Lhamo            | princesa, dama, diosa, ópera tibetana, ópera                                            | [ 10 ]        |
| སྒྲོལ་མ      | sgrol ma      |        | Dolma            | Tara, diosa                                                                             |               |
| པད་མ      | pad ma        |        | Pema             | flor de loto                                                                            |               |
| ཚེ་རིང      | tshering      |        | Tsering          | Larga vida                                                                              |               |
| རྒྱལ་མཚན    | rgyal mtshan  |        | Gyemtsen         | bandera de la victoria, la bandera de la victoria, uno de los ocho símbolos auspiciosos | [ 11 ]        |
| ཡེ་ཤེས      | ye shes       | Yêxê   | Yeshe            | sabiduría, jnana                                                                        | [ 12 ]        |
| བསོད་ནམས   | bsod nams     | Soinam | Sonam            | mérito                                                                                  | [ 13 ]        |
| བདེ་སྐྱིད     | bde skyid     | Têci   | Diki             | felicidad                                                                               |               |
| ཟླ་བ       | zla wa        |        | Dawa             | Luna                                                                                    |               |
| བཀྲ་ཤིས     | bkra-shis     | Zhaxi  | Tashi            | buenos auspicios                                                                        |               |
| རིན་ཆེན     | rin chen      |        | Rinchen          | tesoro                                                                                  |               |
| དབང ་ མོ   | dbang mo      | Wangmô | Wangmo           | dama                                                                                    |               |
| བདེ ་ ཆེན   | bde chen      | Dêqên  | Dechen           | gran dicha                                                                              | [ 14 ] [ 15 ] |

Otros nombres tibetanos comunes incluyen: Bhuti, Choedon, Choekyi, Chogden, Chokphel, Damchoe, Dasel, Dema, Dhondup, Dolkar, Gyurmey, Jampa, Jangchup, Jungney, Kalden, Khando, Karma, Khendenn, Kunchok, Kunga, Kunphell, Lekhshey, Lhakshey, Lhakyi, Lhami, Lhawang, Lhayul, Lobsang, Metok, Namdak, Namdol, Namgyal, Ngonga, Norbu, Paljor, Pasang, Peldun, Phuntsok, Phurpa, Rabgyal, Rabten, Rangdol, Rigsang, Rigzin, Samdup, Sangyal,, Tsomo, Tsundue, Wangchuk, Wangyag, Woeser, Woeten, Yangdol, Yangkey y Yonden.